# .tel
.telとは、スポンサー付きトップレベルドメイン（sTLD）の一つ。このドメインは「インターネットコミュニケーションサービス」での使用に限定され、データ通信サービス（即ち電話番号）のために、従来の数字の名前空間のサポートを提供する。このドメインはTelname Limitedの後援を受けている。2006年5月、.telは承認を受け、登録への準備を開始した。ルートサーバには2007年3月2日に登録された。サンライズ期間(2008年12月3日から2009年2月2日)、ランドラッシュ期間(2009年2月3日から2009年3月23日)を経て、一般登録開始は2009年3月24日から始まっている。
.telドメインを使うサービスの何種類かは、携帯電話上で実現されるものなので、.mobiドメインと同じ市場がターゲットになり競合するという指摘もある。またこのドメインはICANNで.mobiと同じラウンドで承認を受けている。しかしながら、この認識は間違っている。端的に言うと、".tel"は、連絡先のデータ（電話番号、SIPアドレスなど）についてである。一方、.mobiドメインの焦点はウェブサイトと携帯電話やその他携帯機器向けにデザインされたユーザーインターフェイスの提供である。二つのsTLDの違いの概要については、ICANNのウェブサイトで確認できる。
なお、Pulverという会社がICANNに体系は違うものの同じ.tel名前のドメインで新規TLDを申請していた。